# U-20-Fußball-Ozeanienmeisterschaft
Die U-20-Fußball-Ozeanienmeisterschaft (englisch OFC U-20 Championship) ist ein Fußballwettbewerb zwischen den ozeanischen Nationalmannschaften für männliche Fußballspieler unter 20 Jahren und dient hauptsächlich der Qualifikation für die Junioren-Fußballweltmeisterschaft (U-20). Es wurde erstmals im Jahr 1974 ausgetragen und findet derzeit im Zweijahresrhythmus statt. Startberechtigt sind grundsätzlich alle elf derzeitigen Mitglieder des ozeanischen Kontinentalverbandes OFC. Australien nahm bis zu seinem Wechsel in den asiatischen Fußballverband (AFC) 2006 teil. Israel und Taiwan (Chinese Taipei) gehörten aus (sport)politischen Gründen ebenfalls zeitweise zum Teilnehmerfeld.

## Die Turniere im Überblick
| Jahr           | Gastgeber                | Finale                                | Finale                                | Finale                                | Spiel um Platz drei                   | Spiel um Platz drei                   | Spiel um Platz drei                   |
| Jahr           | Gastgeber                | Sieger                                | Ergebnis                              | Zweiter Platz                         | Dritter Platz                         | Ergebnis                              | Vierter Platz                         |
| -------------- | ------------------------ | ------------------------------------- | ------------------------------------- | ------------------------------------- | ------------------------------------- | ------------------------------------- | ------------------------------------- |
| 1974 Details   | Tahiti                   | Tahiti                                | 2:0                                   | Neuseeland                            | Neue Hebriden                         | 2:1                                   | Neukaledonien                         |
| 1978 Details   | Neuseeland               | Australien                            | (Ligasystem)                          | Fidschi                               | Neuseeland                            | (Ligasystem)                          | Papua-Neuguinea                       |
| 1980 Details   | Fidschi                  | Neuseeland                            | 2:0                                   | Australien                            | Fidschi                               | 4:3                                   | Neukaledonien                         |
| 1982 Details   | Papua-Neuguinea          | Australien                            | 4:3                                   | Neuseeland                            | Fidschi                               | 2:1                                   | Papua-Neuguinea                       |
| 1985 Details   | Australien               | Australien                            | (Ligasystem)                          | Israel                                | Neuseeland                            | (Ligasystem)                          | Taiwan                                |
| 1987 Details   | Neuseeland               | Australien                            | (Ligasystem)                          | Israel                                | Neuseeland                            | (Ligasystem)                          | Taiwan                                |
| 1988 Details   | Fidschi                  | Australien                            | 1:0                                   | Neuseeland                            | Taiwan                                | 2:0                                   | Fidschi                               |
| 1990 Details   | Fidschi                  | Australien                            | (Ligasystem)                          | Neuseeland                            | Vanuatu                               | (Ligasystem)                          | Tahiti                                |
| 1992 Details   | Tahiti                   | Neuseeland                            | (Ligasystem)                          | Tahiti                                | Fidschi                               | (Ligasystem)                          | Vanuatu                               |
| 1994 Details   | Fidschi                  | Australien                            | 1:0                                   | Neuseeland                            | Salomonen                             | 0:0 4:2 i. E.                         | Vanuatu                               |
| 1996 Details   | Tahiti                   | Australien                            | 2:1                                   | Neuseeland                            | Fidschi                               | 1:1 5:4 i. E.                         | Tahiti                                |
| 1998 Details   | Samoa                    | Australien                            | 2:0                                   | Fidschi                               | Neuseeland                            | 2:1                                   | Salomonen                             |
| 2001 Details   | Neukaledonien Cookinseln | Australien                            | 1:2 3:1                               | Neuseeland                            | nicht ausgetragen                     | nicht ausgetragen                     | nicht ausgetragen                     |
| 2003 Details   | Vanuatu Fidschi          | Australien                            | 11:0 4:0                              | Fidschi                               | nicht ausgetragen                     | nicht ausgetragen                     | nicht ausgetragen                     |
| 2005 Details   | Salomonen                | Australien                            | 3:0                                   | Salomonen                             | Vanuatu                               | 4:1                                   | Fidschi                               |
| 2007 Details   | Neuseeland               | Neuseeland                            | (Ligasystem)                          | Fidschi                               | Salomonen                             | (Ligasystem)                          | Neukaledonien                         |
| *2009* Details | Tahiti                   | Tahiti                                | (Ligasystem)                          | Neukaledonien                         | Neuseeland                            | (Ligasystem)                          | Fidschi                               |
| 2011 Details   | Neuseeland               | Neuseeland                            | 3:1                                   | Salomonen                             | Vanuatu                               | 2:0                                   | Fidschi                               |
| *2013 Details  | Fidschi                  | Neuseeland                            | (Ligasystem)                          | Fidschi                               | Vanuatu                               | (Ligasystem)                          | Neukaledonien                         |
| *2014 Details  | Fidschi                  | Fidschi                               | (Ligasystem)                          | Vanuatu                               | Neukaledonien                         | (Ligasystem)                          | Salomonen                             |
| 2016 Details   | Vanuatu                  | Neuseeland                            | 5:0                                   | Vanuatu                               | nicht ausgetragen                     | nicht ausgetragen                     | nicht ausgetragen                     |
| 2018 Details   | Tahiti                   | Neuseeland                            | 1:0                                   | Tahiti                                | Neukaledonien                         | 4:1                                   | Salomonen                             |
| 2021 Details   | Samoa                    | Wegen der COVID-19-Pandemie abgesagt. | Wegen der COVID-19-Pandemie abgesagt. | Wegen der COVID-19-Pandemie abgesagt. | Wegen der COVID-19-Pandemie abgesagt. | Wegen der COVID-19-Pandemie abgesagt. | Wegen der COVID-19-Pandemie abgesagt. |
| 2022 Details   | Tahiti                   | Neuseeland                            | 3:0                                   | Fidschi                               | Neukaledonien                         | 1:1 5:4 i. E.                         | Tahiti                                |
| 2024 Details   | Samoa                    | Neuseeland                            | 4:0                                   | Neukaledonien                         | Salomonen                             | 4:2                                   | Fidschi                               |

*Gespielt im Dezember 2008.

### Rangliste der Sieger
| Rang | Land       | Titel | Jahre                                                                  |
| ---- | ---------- | ----- | ---------------------------------------------------------------------- |
| 1    | Australien | 12    | 1978, 1982, 1985, 1987, 1988, 1990, 1994, 1996, 1998, 2001, 2003, 2005 |
| 2    | Neuseeland | 9     | 1980, 1992, 2007, 2011, 2013, 2016, 2018, 2022, 2024                   |
| 3    | / Tahiti   | 2     | 1974, 2009                                                             |
| 4    | Fidschi    | 1     | 2014                                                                   |